# Søren Sveistrup
Søren Sveistrup (Kastrup, 7 gennaio 1968) è uno scrittore e sceneggiatore danese.

## Biografia
Nato a Kastrup, sobborgo di Copenaghen, nel 1968, è stato adottato da bambino e ha passato l'infanzia sull'isola danese di Thurø.
Ha compiuto gli studi alla Danish Film School e si è laureato in Letteratura e Storia all'Università di Copenaghen prima d'intraprendere la carriera di sceneggiatore.
È principalmente noto per essere il creatore della serie televisiva danese The Killing e il cosceneggiatore de L'uomo di neve dal romanzo di Jo Nesbø.
Autore anche di un romanzo, tra i riconoscimenti ottenuti in ambito televisivo spicca un Premio Emmy per la migliore serie TV drammatica internazionale ottenuto nel 2003 per Nikolaj og Julie inedita in Italia.

## Filmografia parziale

### Sceneggiatore

#### Cinema
- L'uomo di neve (The Snowman), regia di Tomas Alfredson (2017)

#### Televisione
- The Killing (Forbrydelsen) serie TV (2007-2012) (ideatore)
- The Killing serie TV (2011-2014) (soggetto originale)

## Opere

### Romanzi
- L'uomo delle castagne (Kastanjemanden, 2018), traduzione di Bruno Berni, Milano, Rizzoli, 2019 ISBN 978-88-17-10878-2.

## Premi e riconoscimenti
- Danske Dramatikeres Hæderspris: 2008
- Premio Emmy per la migliore serie Tv drammatica internazionale: 2003 per Nikolaj og Julie